# Mésange de David
Poecile davidi
Espèce
Statut de conservation UICN

 LC  : Préoccupation mineure
Synonymes
- Parus davidi

La mésange de David (Poecile davidi) est une espèce de passereaux de la famille des Paridae. Elle est endémique des forêts tempérées du centre de la Chine.
Elle était classée dans le genre Parus avant d'intégrer Poecile.